# ホラショヴィツェ
ホラショヴィツェ （チェコ語：Holašovice、ドイツ語：Holaschowitz）は、チェコ南部の村。チェスケー・ブジェヨヴィツェ市から15キロ西にある。南方には景観保護区域であるブランスキーの森がある。村は第二次世界大戦中にも中世の村落構造や南部ボヘミアの民俗的・農村的なバロック様式建造物群が無傷で済んだものの、戦後に放棄された。1990年から修復されて再び人が住むようになり、1998年にUNESCO世界遺産に登録された。   

## 歴史
ホラショヴィツェが最初に歴史に登場したのは1263年である。1292年、ボヘミア王ヴァーツラフ2世が村とそれに付随する物をシトー会派ヴィシー・ブロト修道院に寄進した。1848年まで村は修道院の資産の一部であった。

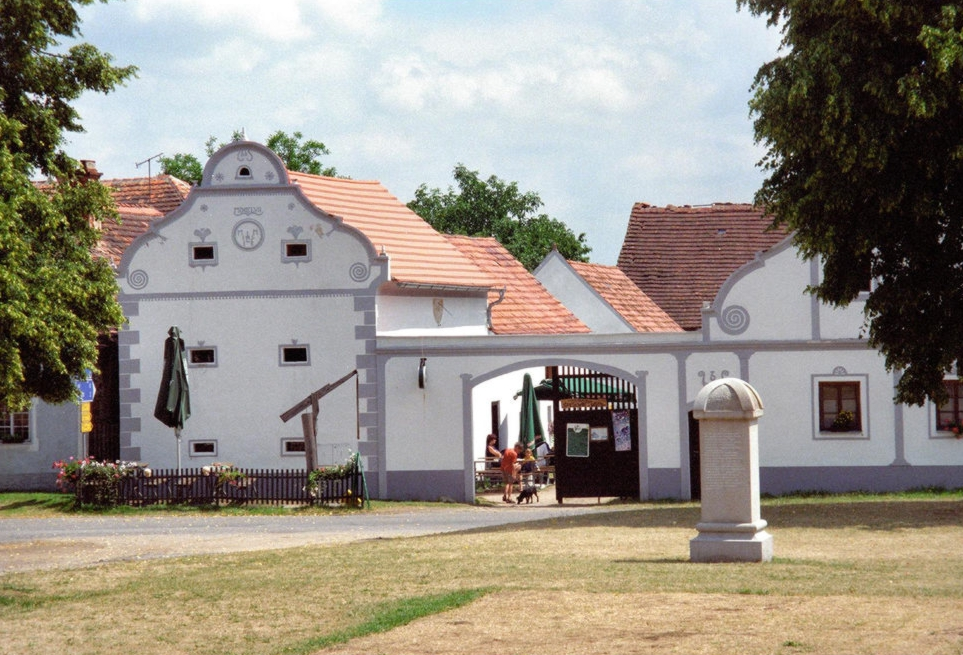

1520年から1525年、ホラショヴィツェはペストの大流行に見舞われ、生き残った住民はわずかに2人だった。村の北端にあるペスト死者墓地に立つ円柱は、この出来事を記念する物である。修道院は次第にバイエルンやオーストリアからの移民を迎えて人口を増やした。1530年、修道院の記録によれば、村の人口は17人になり、チェコ語地域の中のドイツ語圏の飛び地となっていった。1895年、ドイツ系住民157人、チェコ人住民19人となっていた。
第二次世界大戦後のドイツ人追放により、村の多くの農地は放棄され元通りにされなかった。ホラショヴィツェは冷戦時代のチェコスロバキアで荒れ果てなすがままにされていた。
1990年より、村は華美に修復され、定住者がいるようになった。現在の人口は140人ほどである。

## 建物
ホラショヴィツェはボヘミアの典型的な村落である。23の煉瓦造りの農場中庭からなり、そこに120軒の建物が建っている。どれも村の共有緑地に面した切妻壁がある。共有緑地は、村落の中心にある広々としたもので、魚のいる池と礼拝堂がある。
建物は18世紀から20世紀にかけて建てられたもので、ほとんどが19世紀後半のものである。他所から花嫁を呼び込む為に可愛らしい外見になった、と言われている。建築様式は南ボヘミア地方特有のバロック様式である。集落の中心部にあるネポムクの聖ヨハネ礼拝堂は、1755年に建てられたものである。

## 世界遺産
1998年に世界遺産リストに登録された。当初の登録名は「ホラショヴィツェの歴史的集落保存地区」(Holašovice Historical Village Reservation / Réserve du village historique d'Holašovice) であったが、2015年の第39回世界遺産委員会で名称が変更された。

### 登録基準
この世界遺産は世界遺産登録基準のうち、以下の条件を満たし、登録された（以下の基準は世界遺産センター公表の登録基準からの翻訳、引用である）。
- (2) ある期間を通じてまたはある文化圏において、建築、技術、記念碑的芸術、都市計画、景観デザインの発展に関し、人類の価値の重要な交流を示すもの。
- (4) 人類の歴史上重要な時代を例証する建築様式、建築物群、技術の集積または景観の優れた例。